# SB/DV 16a

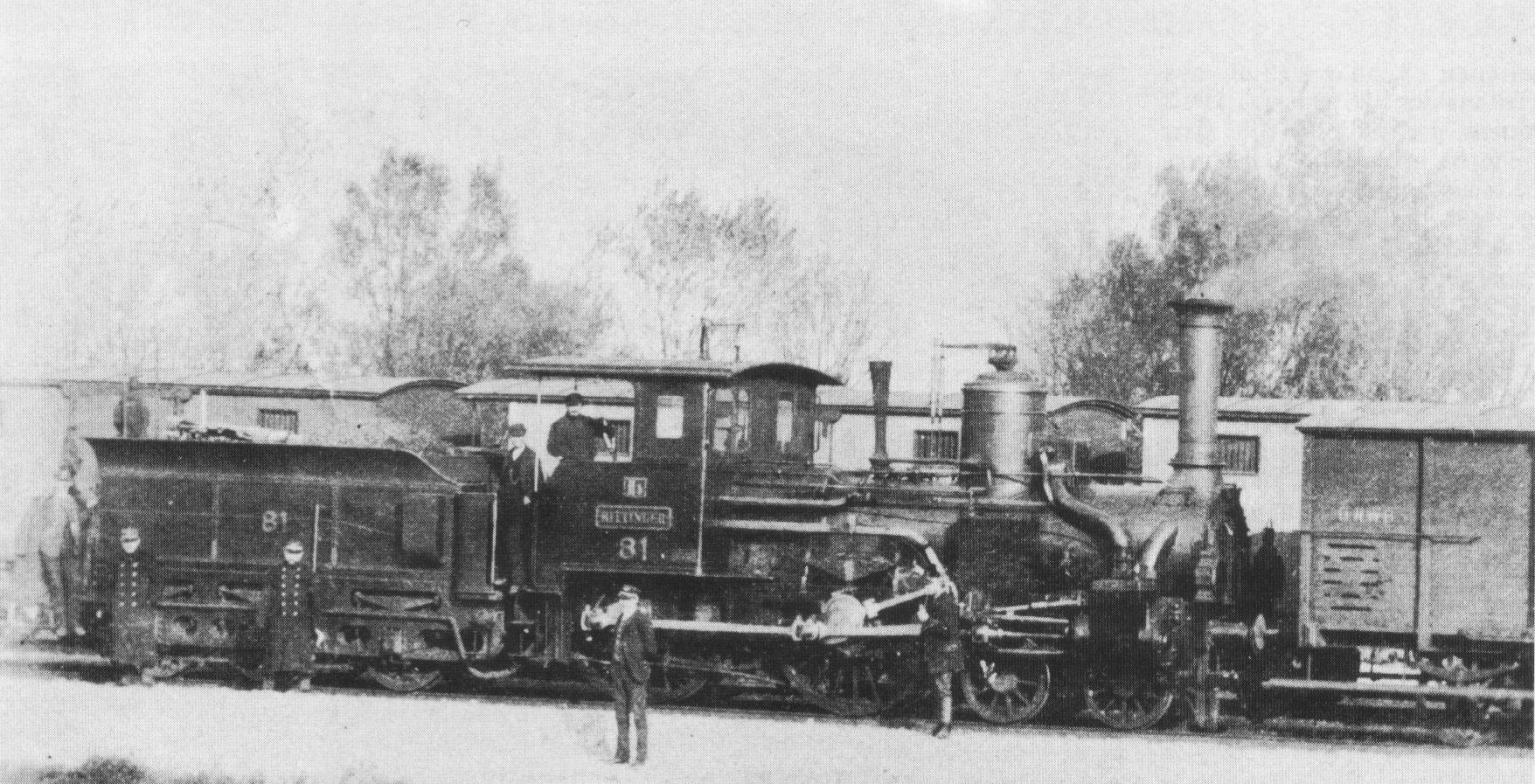
A RITTINGER átépítés után

Az SB/DV 16a Nr.: 301 egy szerkocsis gőzmozdony volt a Déli Vasútnál (németül: Südbahngesellschaft, SB).

## Kifejlesztése
Várható volt, hogy az SB 18 és az SB 19 sorozatok hamarosan már nem lesznek képesek sík pályán a gyorsvonatokat 60 km/ő sebességgel továbbítani a növekvő vonatterhelések miatt, így a Bécsújhelyi Mozdonygyárban Karl Gölsdorf tervei alapján építettek egy 2B tengelyelrendezésű mozdonyt. A bécsújhelyi gyár a Világkiállításra épített egy másik példányt is, amit a Világkiállítás után az Osztrák Északnyugati Vasút Österreichische Nordwestbahn, ÖNWB) megvásárolt.

## Technikai felépítése
A hátsó csatolt tengely a tűztér mögött volt, ami megnövelte a tengelytávolságot, ami az első forgóváz 1320 mm-es és a csatolt 1900 mm-es kerékátmérőkkel nagyon nyugodt futást és 80 km/h maximális sebességet eredményezett  A hátsó csatolt tengely miatt szűkebbre behúzott tűzszekrény miatt a teljesítmény a DV 18 és 19  sorozatnál kisebb maradt. A mozdony külsőkeretes, Hall excenterforgattyús, átlógó tűzszekrényes volt alacsonyan elhelyezett kazánnal. A hordrugók felfüggesztése nem volt kiegyenlítő karral ellátva, ezért kissé szabálytalan volt a futása. A mozdonyon volt egy kis vezetőfülke is.

## Az SB/DV 16a
A mozdony pályaszámait a táblázatban láthatjuk.
Az 1873-as tőzsdekrach után nem rendelt az SB a mozdonytípusból többet. A mozdony azonban irányadó lett a későbbi 2B építésű mozdonyok mint pl. az SB 17a,b,c,d sorozat megépítéséhez.
Az SB mozdony utolsó működési területe Innsbruck volt. 1914-ben selejtezték.

## A Rittinger a ÖNWB-nél
Összehasonlítva más vasúttársaságokkal, az ÖNWB-é volt a Bécs és Berlin között a legrövidebb vasúti összeköttetés. Ugyanakkor Bécs és Čáslav között  10-14 ‰-es lejtők és sok  285 méter sugarú ív volt, amely megnehezítette a gyors haladást. Hogy megtalálják a megfelelő mozdonyt erre a vonalra, ÖNWB az 1874-es Bécsi Világkiállítás után megvásárolta az ott kiállított RITTINGER-t.
Az ÖNWB  a  RITTINGER-t az Ia sorozatba osztotta és 81 pályaszámot adott neki. 1889-ben a ÖNWB új állókazánt épített be, kiszélesítette a vezetőfülkét és egy ÖNWB tipusú szabályzót szerelt fel a mozdonyra.
Kezdetben, a mozdony a Bécs-Znojmo vonalon szolgált, majd később átkerült a Elba-völgyi vonalra. Utoljára tolatószolgálatot látott el Reichenberg-ben. Az ÖNWB 1909-es államosítása után a kkStB a gépet  201,01 pályaszámmal látta el, ami így az egyedüli képviselője lett ennek a sorozatnak. A  RITTINGER-t már 1910-ben  eladták egy magyar ipari vasútnak.

## Fordítás
- Ez a szócikk részben vagy egészben  a   SB 16a című német Wikipédia-szócikk fordításán alapul.  Az eredeti cikk szerkesztőit annak laptörténete sorolja fel. Ez a jelzés csupán a megfogalmazás eredetét és a szerzői jogokat jelzi, nem szolgál a cikkben szereplő információk forrásmegjelöléseként.